# Воскресенський район (Саратовська область)
Воскресенський район (рос. Воскресенский муниципальный район) — муніципальне утворення в Саратовській області. Адміністративний центр району — село Воскресенське. Населення району — 12 192 осіб.

## Географія
Воскресенський район розташований в центральній частині області на правому березі річки Волги (Волгоградського водосховища). Найбільша протяжність району — із заходу на схід. Майже посередині з півночі на південь перетинає район річка Терешка. Прикордонними районами є на північному сході — Вольський район, на північному заході — Базарно-Карабулакський, на заході — Саратовський та Ново-Бураський, на півдні — Енгельський район, на південному сході — Марксівський район. Територія району — 1,4 тис. км².
Район розташований на півдні лісостепової зони, на Приволзькій височини, в нижній течії р. Терешка при впадінні її в Волгу. Через річку є тільки один мостовий перехід в районі села Сінодське.
Приволзька височина підходить до Волги високим уступом. Територія району порізана ярами, часто покритими деревами та чагарниками. Районним центром є село Воскресенське, засноване на правому березі Волги в середині XVI століття. Недалеко від с. Воскресенське височина піднімається до 286 метрів над рівнем моря, утворюючи Змієві гори. На території району три природних заказника.

## Історія
Район утворений 23 липня 1928 року в складі Вольського округу Нижньо-Волзького краю. До його складу увійшла територія колишньої Воскресенської волості Вольського повіту Саратовської губернії.
З 1934 року район у складі Саратовського краю, з 1936 року — в Саратовській області.
В 1960 році Воскресенський район скасовано, його територія розділена між Вольським і Саратовським районами.
20 жовтня 1980 року Воскресенський район був знову утворений виділенням з Саратовського району.

## Економіка
Основа економіки району — сільське господарство. Основна продукція: зерно, соняшник, молоко, м'ясо. Є молокозавод, лісгосп. В районі найбільші в Росії запаси черепашнику.

## Пам'ятки
В районі збереглися місця давніх поселень (II століття до н. е.) біля села Чардим і монгольські поховання біля села Студенівка.
На території району знаходяться три природних заказника, серед них «Чорні води» (водоплавна дичина). По берегах Волги і на її численних островах в районі села Чардим є велика кількість баз відпочинку, турбаз, спортивних та оздоровчих таборів.
В селі Підгірне збереглася церква першої половини XIX століття. Храм і каплиця біля святого джерела в Єлшанці.